# Раджнішпурам

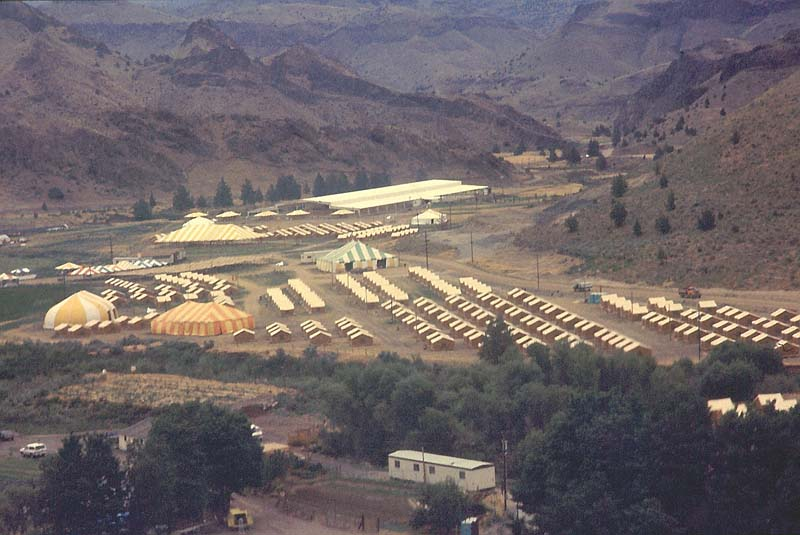
Нью-ейдж місто Раджніші у 1983 році

Раджнішпурам було цільовою громадою в окрузі Васко, Орегон, що була заселена раджніші — послідовниками гуру Бхагван Шрі Раджніш, пізніше відомого як Ошо. Громада Раджнішпурам було швидко зареєстроване як місто у 1980-х роках

## Поселення

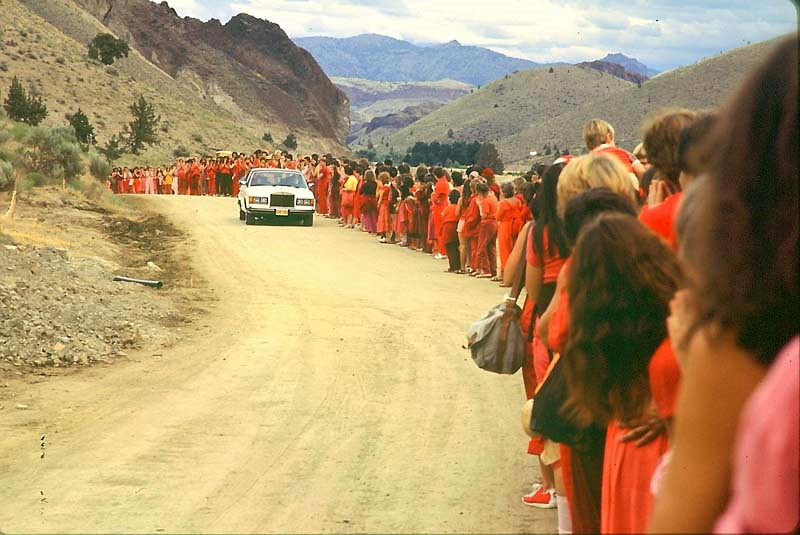
Раджніш вітає послідовників на одному зі своїх щоденних роз'їздів у Раджнішпурам. Приблизно 1982 рік.

Місто існувало на ділянці у 25993 га у Центральному Орегоні, що була відома як Біг Мадді Ранчо, біля містечка Антілоп. Біг Мадді Ранчо було придбане у 1981 році за 5,75 млн. доларів. Протягом трьох років, нео-саннясини (послідовники Раджніша, що також відомі тепер як раджніші) збудували поселення, перетворив пусте сільське ранчо на місто у 7000 мешканців. Була розвинута типова міська інфраструктура: пожежна служба, поліція, ресторани, торгові центри, таунхауси, аеродром з 1300-метровою злітно-посадковою смугою, система автобусних маршрутів, мережа стічних вод, меліоративна станція й водосховище. Поштове відділення Раджнішпурам мало поштовий код 97741.
Протягом року після прибуття, лідерів громади було втягнуто у низку судових баталій з сусідами, здебільшого пов'язаними з цільовим використанням землі. Початково лідери заявляли про створення невеликої сільськогосподарської громади з використанням її земель для сільськогосподарського використання. Проте, незабаром, стало очевидно, що вони намагалися створити таку інфраструктуру й послуги, що притаманні місту. Землекористувацький конфлікт переріс у запеклу ворожість між громадою й навколишніми фермерами. Громада також стала об'єктом постійного й скоординованого тиску протягом наступних років з боку різних коаліцій мешканців Орегону.

## Збільшення напруженості

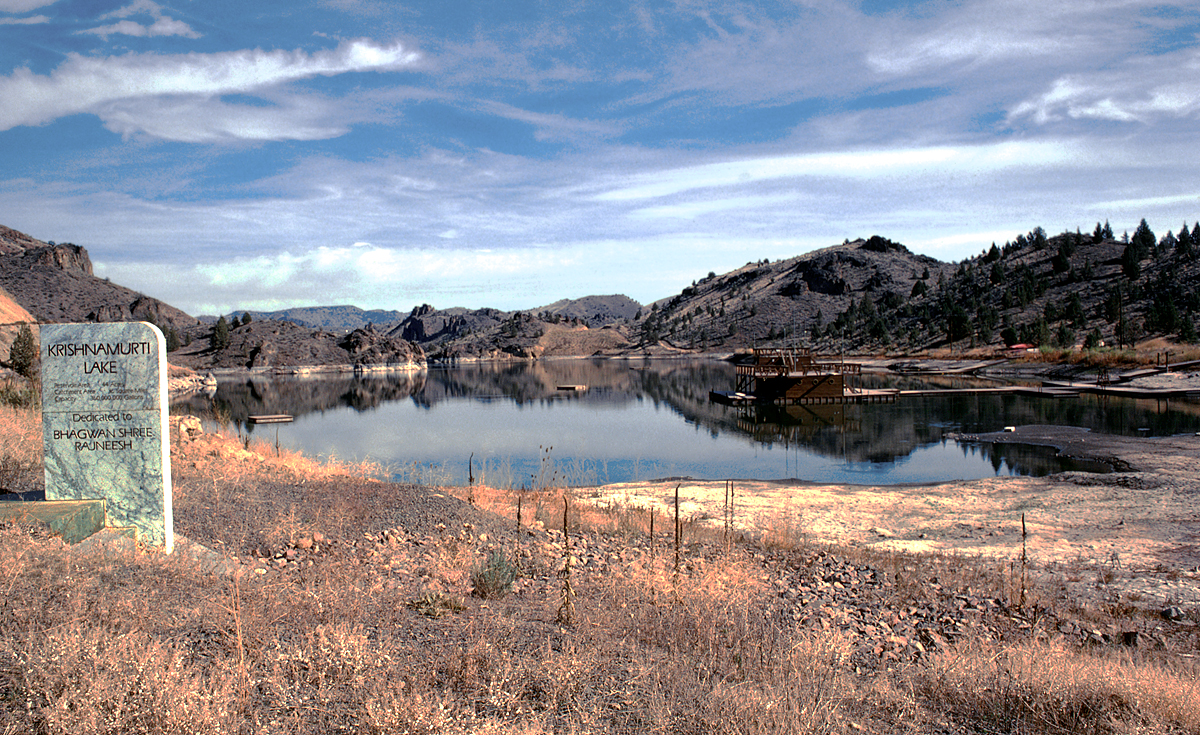
Озеро Крішнамурті

Антілоп було найближчим містом до ранчо з населенням близько 60 осіб. Воно стало центром конфлікту. Спочатку послідовники Раджніша придбали лише нечисленні ділянки в Антілопі. Після суперечки з природозахисної групою 1000-ча друзів Орегону, Антілопа відмовила саннясинам у дозволі на вантажні поштові доставки, після чого більше саннясинів переїхали у місто, де їх стала переважна більшість. У квітні 1982 року, рада Антілопи проголосувала за скасування міста, щоб уникнути взяття під контроль тоталітарною сектою. Навпроти, у травні 1982 року, мешканці громади ранчо Раджніш проголосували за створення окремого міста Раджнішпурам. Крім конфликту з містом Антілоп та за землекористування лідери громади зайняли агресивну позицію з багатьох питань й почали судовий розгляд стосовно різних груп та осіб.

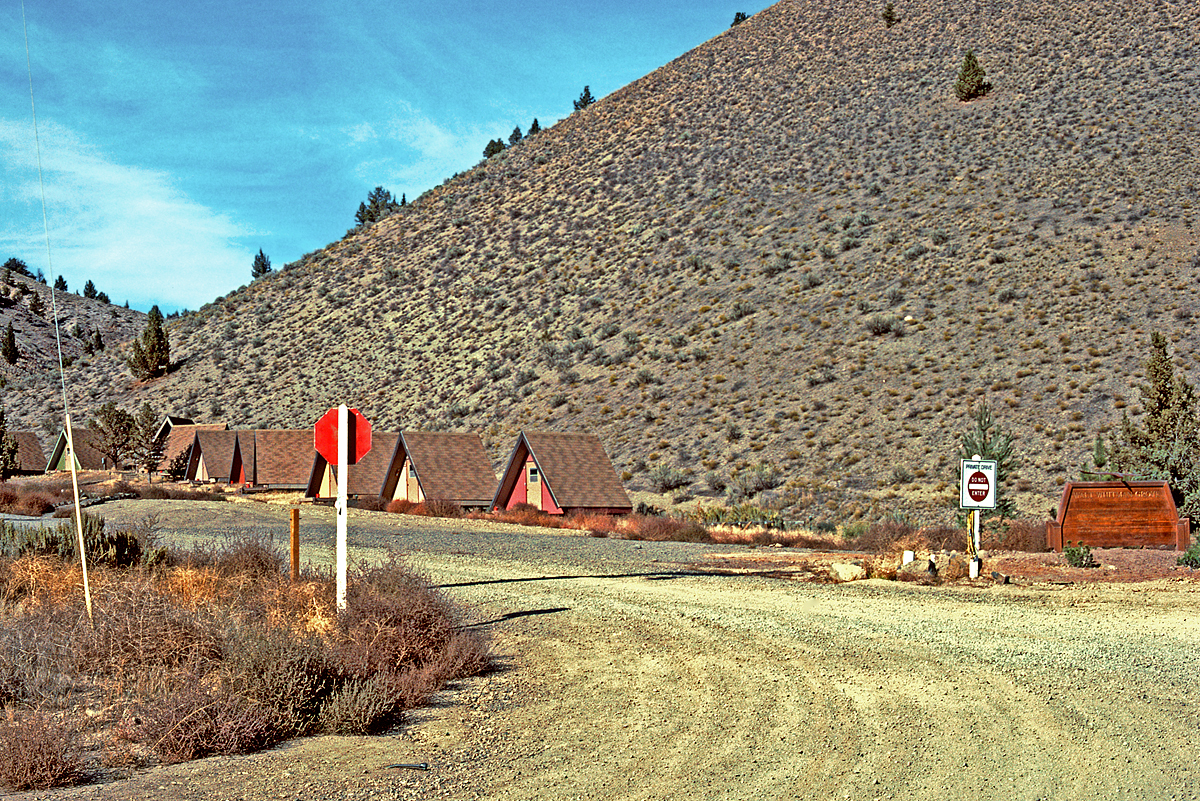
Гостеві будинки, побудовані послідовниками Раджніша.

Зростання напруженості трапилося коли у червні 1983 року була кинута бомба ісламістським угрупованням Джамаат уль-Фукра у готель «Раджніш», власником якого був Раджніш. Внаслідок, шеріфська організація раджніші «Раджнішпурам мирна сила» озброюється напів-автоматичнуою зброєю. Пішла чутка, що Національна гвардія Орегону викликана заарештувати Раджніша. Генеральний прокурор Орегону Девід Б. Фроонмайєр стверджував, що утвердження заснування міста порушує принцип розділення Церкви й держави, бо місто фактично є засобом релігійної організації. Громадська організація «1000 друзів Орегону» стверджувала, що місто порушило орегонські закони землекористування. У 1983 році позов поданий штатом Орегон, про визнання незаконним реєстрації міста юридично заблокував його розвиток. Внаслідок цього послідовники просували свої інтереси у сусідньому Антілопі, де більшість раджніші влаштувало й виграло референдум. Атілоп на нетривалий час став називатися Раджніш.
Зростала нетерпимість орегонців до релігійнох організації Раджніша. Фундаменталістські християнські діячі протистали гуру Ошо та його громаді. Циркулювали петиції до уряду Орегона про зупинення релігійної загрози. Листи у газетах Орегону паплюжили раджніші, з порівнянням громади Раджнішпурам з «іншим Содомом й Гоморою» та «раковою пухлиною у нашому нутрі». З'явився «мисливський гумор» з нелюдською характеристикою раджніші та «відкриттям мисливського сезону на раджнішів», яких називали «червоними щурами» або «червоною гадиною».
Особисто Раджніш не виступав за проведення контактів з громадскістю Орегону, й до жовтня 1984 року дав тільки декілька інтерв'ю, Стосунками зі світом займалася фактична лідерка громади, секретарка й начальниця прес-служби Раджніша Ма Ананд Шила (або Шила Сілверман). Вона роздмухувала конфлікт, використовуючи грубу, їдку та оборонну манеру говорити, що привернуло увагу ЗМІ та орегонців. 14 вересня 1985 року Шила 15-20 інших лідерів громади раптово покинули Раджнішпурам. Наступного тижня Раджніш провів прес-конференцію й публічно звинуватив Шілу та її команду у вчиненні злочину у межах і за межами комуни. Подальше кримінальне розслідування, найбільше в історії Орегона, підтвердило, що таємна група, непомітно для чиновників Орегону й мешканців Раджнішпурам займалися різними видами злочинної діяльності, включаючи замах на вбивство лікаря Раджніша, прослуховування й підслуховування у громаді та у будинку Раджніша, отруєння двох державних службовців та підпал.

## Результат

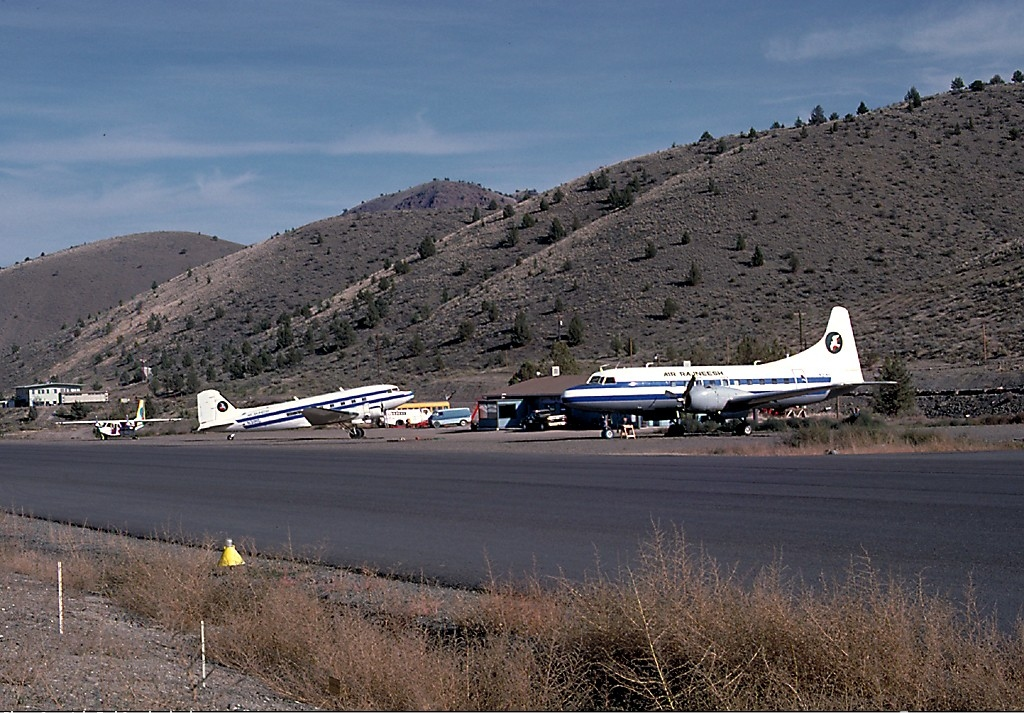
Айр Раджніш Convair 240 й Douglas DC-3 в Біг Мадді Ренч аеропорт у жовтні 1985 року

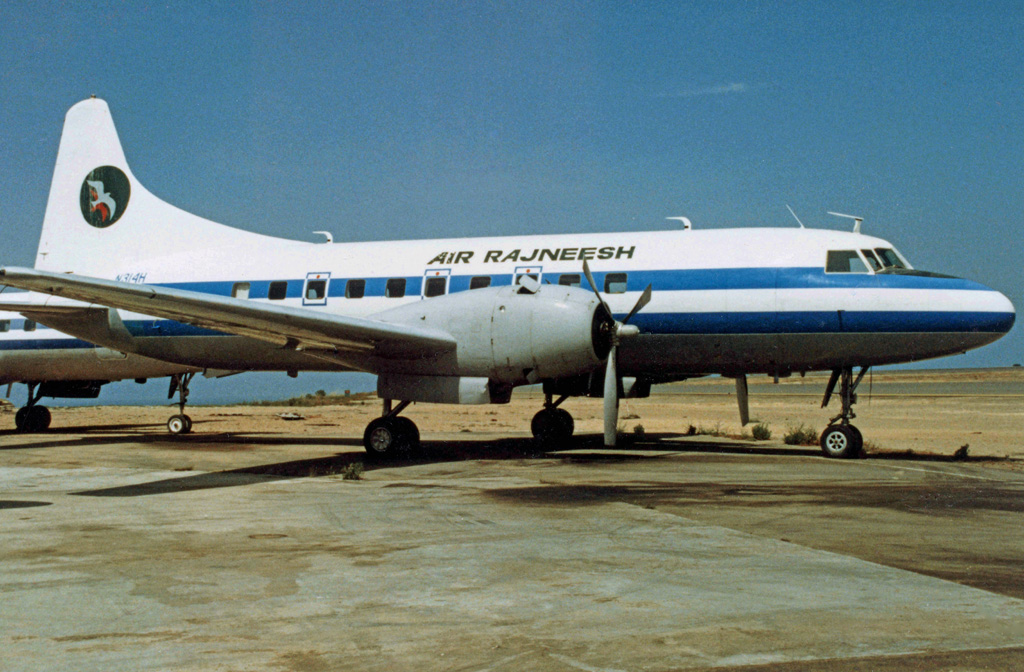
Convair_240 Ейр Раджніш використовувався для перевезення пасажирів й вантажів у поселення

Шила була екстрадована у США з Західної Німеччини й ув'язнена за замах на вбивство, напад, прослуховування, підпал, імміграційне шахрайство. Також вона здійснила зараження салат-барів декількох ресторанів у Зе-Даллесі (округу Васко) сальмонелою, від чого отруїлося 751 осіб (у тому числі кілька державних службовців округу Васко) й було шпиталізовано 45 осіб. Полія стала відомою, як Раджніська біотерористична атака 1984, - інцидент що розцінюється як найбільша біологічна атака в історії ЗДА. За даними офісу Генерального прокурора Орегону, злочинна діяльність почалася навесні 1984 року, через три роки після створення громади. Раджніш сам був звинувачений в імміграційних порушення, через які від уклав угоду Алфолда. За неї він визнав провину та погодився покинути ЗДА. Зрештою він повернувся у Пуну, Індія. Його послідовники незабаром після цього залишили Орегон.
Місто Раджнішпурам було виправдано у 1986 році у порушенні цілей аграрної системи державного планування землі. У 1987 році положення Раджнішпурама визнано правомірним проте недієвим у наслідок банкрутства.

## Сімейне Ранчо Вашингтона
Підприємство Денніса Р. Вашингтона «Вашингтон констракшен» придбало в Орегону Біг Мадді Ренч у 1991 році. Вашингтон безуспішно намагався запустити ранчо для отримання прибутку, що закінчилося угодою зі штатом про перетворення його на Державний парк.
У 1996 році Вашингтон подарував ранчо християнській молодіжній організації «Янг лайф» (Молоде життя). З 1999 року «Янг лайф» відкрило літній табір, спочатку як «Табір каньйону Дикого коня», й пізніше, як «Сімейне ранчо Вашингтона».
Аеропорт Біг Мадді-Ренч також розташовано у цьому таборі.

## У мас-медіа
2018-го року компанія Netflix зняла документальний серіал про Раджніш, орієнтуючись на Раджнишпурам і суперечки навколо нього.